# Karataş
Karataş – miasto i dystrykt w prowincji Adana w południowej Turcji. Znajduje się około 47 km od Adany na Nizinie Cylicyjskiej, pomiędzy rzekami Ceyhan i Seyhan, nad brzegiem Morza Śródziemnego. W 2014 roku zamieszkane przez 22 178 osób.
Za czasów greckich miasto było znane jako Megarsos (Megarsus, Magarsus). Istnieje w tym miejscu co najmniej od czasów hetyckich, a prawdopodobnie dłużej.

## Ludzie związani z miastem
- Hasan Şaş – piłkarz, urodzony w Karataş w 1976 roku